# TOK715
TOK715は、テレビドラマ『ターミネーター:サラ・コナー クロニクルズ』に登場する架空のガイノイドで、サマー・グローが演じた。

## 設定
2027年にスカイネットによって開発されたターミネーター。人間名は「キャメロン・フィリップス」。スカイネットに捕らえられた抵抗軍兵士アリソン・ヤングをモデルにして作られ、彼女になりすまして抵抗軍へ潜入することを任務としていたが、過去のジョンを守るようチップを書き換えられた。ターミネーターシリーズで初めての、少女型リプログラムド・ターミネーターである。
過去へ送り込まれてジョンの前に初めて現れたときは、彼の学校の同級生として登場した。従来のターミネーターシリーズと同様、金属骨格を生体細胞で覆った構造になっているが、従来の機種と大きく異なる最大の特徴は、人間のように自然な経口飲食が可能という点である。また、ターミネーターシリーズでは表情が最も豊かで自然に微笑えんだり、泣き出しそうな表情を作ることや涙を流すことさえ可能であり、こうしたターミネーター本来の投入目的である『潜入』と『暗殺』において必須となる『敵を欺く』という性能は「T-1000」や「T-X」、「Rev-9」等の、液体金属の擬態外観を持つモデルの変身能力に次ぐ高度なものである。未来のジョンによる命令が最優先事項とされており、送り込まれた過去のジョンの命令には従わなかったりウソの説明をすることがあるほか、ある程度は自分の意思で行動しているような描写も存在する。。2007年にタイムスリップ後はジョンの妹として振る舞い、彼を守るために同行通学している。女の子らしい可愛い服を着ることもあれば、賊に奪われたお気に入りのジャケットを取り戻したこともある。また、買い物や洗濯など日常的なことも行うほか、バレエに興味を持っている。
戦闘では、コナー親子を狙うT-888とも何度も激突して互角の戦いを繰り広げているが、T-888より小柄なために格闘戦で苦戦することもある。人間の感情をある程度は理解できていることが窺えるなど、より人間的な描写も存在しているが、これはターミネーターシリーズでは初めてのことである。また、T-800系列とは異なる知覚ソフトウェアが組み込まれており、視界は赤の濃淡ではなく可視光線の映像で映るが、赤外線カメラをはじめ少なくとも7種類のカメラ切り替えが可能である。複雑なバーコードも画像として記憶し、それをペン1つで手書きで正確に再現できる。
「フィールズ一家」ではマシンだと誤認して人間を殺害したこともあるが、その時の発言は『I'm mistake』（和訳『・・・間違えた』）のひと言だけである。

## 能力・弱点
戦闘能力は少女型で小柄な体型ながらも怪力で、これまでのターミネーターのような力任せの攻撃だけでなく徒手格闘による打撃技も使いこなし、T-888シリーズとの幾度もの戦闘において複数を破壊するという戦果を上げていることから高いことが窺える。
だが、度重なる格闘により左腕の機能に不調をきたし、鳩を捕まえて解放しようとしたところ誤動作によって握り殺してしまう。その左腕を自ら点検しているところへ来たジョンから「お前は戦闘用のマシンじゃないから。」と言われている。この左腕の不調はキャメロンが密かに隠し持っていた部品の一部を使い、ジョンが修理している。
他には英語のほか日本語も含め、様々な言語を話せる。
他のターミネーターシリーズと同様に入水すると自重で沈んでしまい、泳げないという弱点を持つ。また、高圧電流など想定外の強い衝撃を受けると一時的に機能停止に陥り、再起動に120秒間を要する。自動車に仕掛けられた爆弾の爆発に遭った際にはジョン抹殺のプログラムが再び立ち上がってしまい、コナー親子を再度付け狙った。だが、ジョンに一度抜かれたチップを再び装着されて再起動した後、ジョン抹殺のプログラムを自らの「意思」で放棄し、再プログラムが復旧したわけではないが、ジョンを守ろうとしている。その際にはアリソンの記憶と混同し、アリソンとして人間の少女のように行動したことがあった。
T-800、T-850、T-888などの従来型と同様、頭皮を剥がして内部のチップを外されると完全な機能停止状態に陥る。